# Randall Collins
Randall Collins (* 29. července 1941 Knoxville, Tennessee) je americký sociolog a profesor sociologie na Pensylvánské univerzitě. Je autorem jedné z verzí sociologie konfliktu, působí jako teoretik interakčních rituálů a patří rovněž k mimořádným analytikům dějinného vývoje společnosti. Jako konfliktolog je považován za předního nemarxistického teoretika. V letech 2010 až 2011 působil jako prezident Americké Sociologické Asociace (ASA).

## Teorie konfliktu

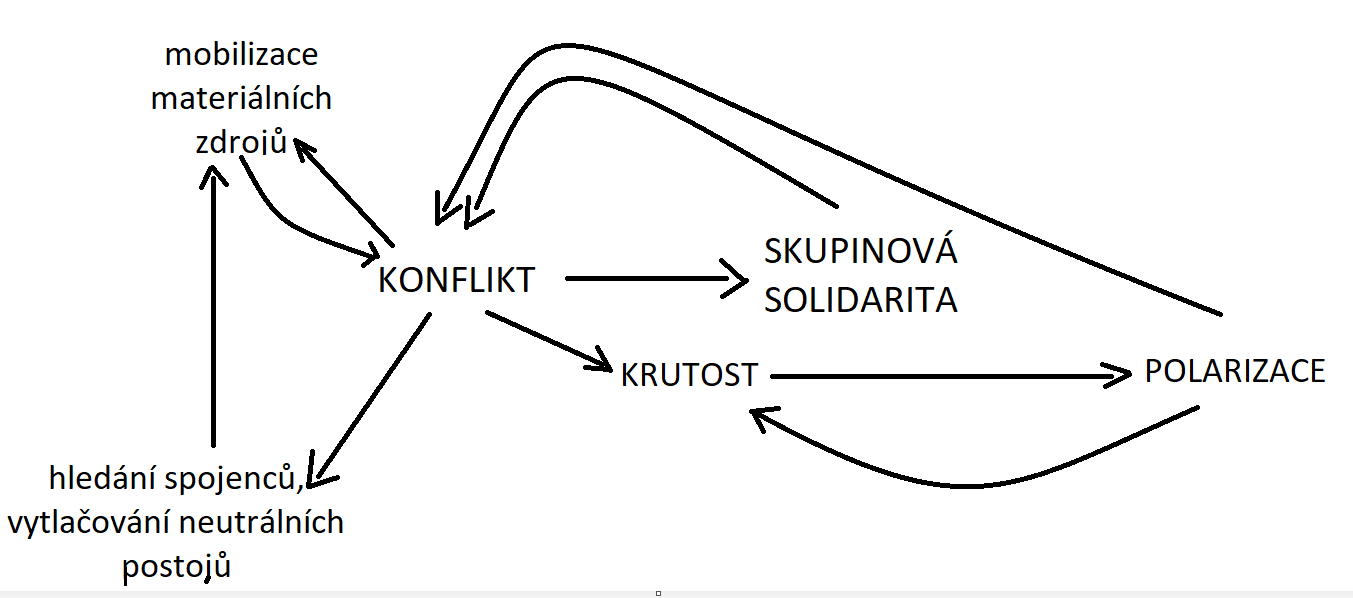
Grafické znázornění Collinsovy teorie konfliktu.

Jeho teorie konfliktu je založena na postupně se stupňující řadě zpětných vazeb. Na mikroúrovni konflikt vytváří podmínky pro intenzivní interakční rituály a vnitřní solidarita podněcuje vnější konflikt. Domnělá krutost recipročně zvyšuje ideologickou polarizaci skupiny, zatímco konfrontační napětí/strach činí násilí neúčelným a vede ke skutečné krutosti. Konfliktní skupiny hledají spojence, vytlačují neutrální postoje a mobilizují materiální zdroje. Obě strany v konfliktu se proti eskalaci brání stejným souborem zpětných vazeb. O vítězství a prohře rozhodují rozdíly mezi mírou eskalace a útoky, které jednostranně ničí organizační a materiální kapacity. Konflikt deeskaluje, protože obě strany nedokážou udržet vnitřní solidaritu, ani překonat strach z konfrontace a vyčerpají své materiální zdroje. Počáteční exploze, následovaná stálou úrovní nadšení, skončí jeho vyprcháním. Odchod stoupenců otevírá cestu k urovnání sporu třetí stranou. Když obě strany uvíznou na mrtvém bodě, počáteční nadšení a vnější polarizace oslábne a uvnitř vznikají nové strany. Na jedné straně vzniká "vítězná frakce" (zastánci tvrdé linie), na straně druhé "mírová frakce" (vyjednavači). Nové frakce tak vytvářejí nové identity konfliktu. Ideály, které byly prosazovány na počátku konfliktu, se na jeho konci stávají překážkami řešení.

## Život
Randall Collins se narodil ve městě Knoxville v Tennessee, období dospívání však strávil na různých místech v Evropě, jelikož jeho otec byl během studené války diplomatem ve službách ministerstva zahraničí Spojených států. Collins tak jako dítě žil například v Německu, v Moskvě, nebo dokonce i v Uruguayi.
Bakalářské studium dokončil na Harvardově unverzitě a to v oboru psychologie, poté vystudoval magisterské studium na Stanfordově univerzitě. Nakonec se rozhodl změnit obor a vystudoval magisterské a doktorské studium v oboru sociologie na Kalifornské univerzitě v Berkeley. Zde se setkal s některými předními sociology té doby, jakými byli např. Herbert Blumer nebo Leo Löwenthal.
Během svých studentských let v Kalifornii se účastnil protiválečných protestů a protestů za svobodu slova, v roce 1964 byl dokonce zatčen.

### Kariéra
Randall Collins začal svou kariéru na Kalifornské univerzitě v Berkeley, odkud se po roce přesunul na Wisconsinskou univerzitu v Madisone, kde taktéž působil jeden rok. Dlouhodobější působiště našel na Kalifornské univerzitě v San Diegu (1969-1977). Během své kariéry si našel čas taky na své vlastní psaní.

#### Profesor
Jako profesor se prvýkrát zaměstnal na Univerzitě ve Virginií. Později působil jako hostující profesor na mnohých univerzitách po celém světe, mimo jiné taky na Harvardově univerzitě, Cambridgeské univerzitě a Chicagské univerzitě. Od roku 1997 je Dorothy Swaine Thomas Professor of Sociology na Pensylvánské univerzitě.

##### Seznam kurzů
Randall Collins vyučoval tyhle kurzy:
Sociological theory, social conflict, economic and network sociology, micro-sociology/social interaction, sociology of emotions, sociology of religion, sociology of science, sociology of culture, sociology of sex, social change, historical/comparative sociology, qualitative methods, stratification, formal organizations, introductory sociology, literary theory.

## Výzkum
Mezi jeho nejvlivnější výzkum patří:
- Analýze propojení filozofů a matematiků během dva tisíce leté historie (v západních i asijských kulturách). Tuhle problematiku dopodrobna analyzuje v knize The Sociology of Philosophies

- Vztah mezi vojenskou geopolitikou a smršťováním nebo zvětšováním se státu. Spojeno s příčinami změny etnických a národních identit. Tuhle problematiku dopodrobna analyzuje v knize Macro-History.

- Teorie rituálů v každodenním životě, věrnost symbolům a emocionální energie individuí. Tyhle problematiky rozebírá v knize Interaction Ritual Chains.

- Analýze fotek a dat v situacích kde došlo k násilí, nebo opačně, mu bylo zabráněno. Skoumal tam mikro-techniky díky kterým lidé skončili tak jak skončili. Tuhle problematiku dopodrobna analyzuje v knize Violence: A Micro-sociological Theory.

- Momentálně se věnuje problematikám makro-znakům násilí a policejnímu násilí. Mimo toho zkoumá, co produkuje charismatické lídři a jak sociologický progres ovlivňuje kreativitu v literatuře a hudbě.[8]

## Knihy
- 1975/2019 – Conflict Sociology: Toward an Explanatory Science
- 1979 – The Credential Society: An Historical Sociology of Education and Stratification
- 1984 – The Discovery of Society (spoluautor Michael Makowsky)
- 1986 – Weberian Sociological Theory
- 1988 – Theoretical Sociology
- 1992 – Sociological Insight: An Introduction to Non-Obvious Sociology 2nd ed.
- 1994 – Four Sociological Traditions
- 1998 – The Sociology of Philosophies: A Global Theory of Intellectual Change
- 1999 – Macro-History
- 2004 – Interaction Ritual Chains
- 2008 – Violence: A Microsociological Theory
- 2013 - Does Capitalism Have a Future? (spoluautor Immanuel Wallerstein)
- 2015 – Napoleon Never Slept (spoluautor Maren McConnell)
- 2020 – Micro-sociology of Power and Influence

### Knižní ocenění
- 1999 - Distinguished Publication Award for Best Book, Americká Sociologická Asociace, za The Sociology of Philosophies
- 1999 - Association of American Publishers Scholarly Publishing Annual Award, v kategorii sociologie a antropologie, za The Sociology of Philosophies
- 2000 - Ten Best Books of the Year, Philadelphia Inquirer, za The Sociology of Philosophies
- 2002 – Ludwik Fleck Prize, for best book, Society for Social Studies of Science, za The Sociology of Philosophies
- 2011 - Distinguished Publication Award for Best Book, Americká Sociologická Asociace, za Violence: A Micro-Sociological Theory

## The Credential Society: An Historical Sociology of Education and Stratification
Tahle kniha se snažila zpochybnit konvenční chápání vzdělání jako spravedlivého a úspěšného prostředku sociální mobility i konsenzus, že nárůst počtu vysoce vzdělaných lidí odráží větší poptávku ze strany rozrůstajícího sociálního systému. Collins naopak přesvědčivě ukazuje, že vzdělání má velmi omezený vliv na existující vzorce sociálního rozdelení a že neustálý nárůst počtu titulů nesouvisí s požadavky od zaměstnavatelů. Collins tvrdí, že vzdělávací systém není budován proto, aby učil specifickým dovednostem, ale aby vštěpoval specifické hodnoty střední třídy, které upřednostňují status quo, a tím poskytoval ospravedlnění pro existující ekonomické a politické monopoly v americké společnosti.

## Zajímavosti
Když studoval na Stanfordově univerzitě, často dělal pokusy na krysích. Dával je do bludišť a stimuloval jim mozky s elektrodami.
Randall Collins tvrdí, že byl prvním, kdo použil výrok „Nevěřte nikomu nad 30 let“, i když je tenhle výrok přidělován Jacku Weinbergovi, který se s ním podílel na protestech v 60-tých letech.
Je jedním z mála vědců, který dokázal předpovídat významný socio-ekonomický vývoj společnosti (předpověděl pád komunismu).
Je budhista.
Protože je popředním vědcem v oblasti sociální vědy o násilí, tak mimo jiné radil i vládám a armádám Spojených států amerických a Spojeného království ohledně možných geopolitických vývojích.
Mimo vědecké práce psal Randall Collins taky fikci. Za román The Case of the Philosopher's Ring, kde jedna postava byla Sherlock Holmes, na čeho základě byl svoleným členem Crime Writers’ Association ve Spojeném království.
Randall Collins vytěžil ze spojení různorodých motivů sociologické tradice maximum. Kritický a vysoce selektivní vztah vůči Marxovi, Weberovi, Durkheimovi, Goffmanovi a dalším badatelům mu umožnil překročit některé limity omezující výkladové možnosti klasických proudů sociologické teorie. Umožnil mu především výrazně přehodnotit názor na povahu člověka a na jeho jednání a hned v několika ohledech zpochybnit strnulé bariéry oddělující v teorii oblast mikrosociální od sféry makrosociální. I když je celý problém jistě složitější a Collinsovo řešení nelze považovat ve všech bodech za zcela uspokojivé, dílčími plody jeho pružnosti v této otázce je určitá mikrosociální revize koncepce trhu a sociální směny a na straně druhé makrosociální pohled na proměny ve vztazích mezi muži a ženami, tedy na oblast, která byla tradičně doménou mikrosociologických výkladů.
Jan Keller (Randall Collins - sociologie mezi tradicí a perspektivou)